# Орден Белого сокола
Родовой орден Белого Сокола (нем. Hausorden vom Weißen Falken) — династическая награда Великого герцогства Саксен-Веймар-Эйзенах. Учрежден герцогом Саксен-Веймарским Эрнстом Августом I в 1732 году. Также был известен, как Родовой орден Бдительности.
Награду получали члены семьи Эрнста Августа и люди, которых он выделял за их личные заслуги. Со временем число награжденных уменьшалось, и к 1806 году орден практически угас и состоял из одного рыцаря. Возродил орден в 1815 году герцог Карл Август.
Первоначально орден Белого сокола имел три степени, и число членов было ограничено: Большой крест — до 12 членов, не считая членов семьи герцога, командор — до 25 членов, рыцарь — до 50 членов. В 1840 году была введена степень рыцаря II класса и увеличено число членов. Позже степеней стало пять: командорская степень была разделена на два класса.
Основным символом награды стал мальтийский крест зелено-красной расцветки. Центр креста занимает изображение белой птицы с распростертыми крыльями, которая похожа на сокола. Крест V класса имеет более простую форму. Восьмиконечная звезда ордена повторяет символику креста. При награждении за военные заслуги к знакам ордена добавляются мечи.
Девиз ордена: «VIGILANDO ASCENDIMUS» (лат. «Бдительностью возвышаемся»).

## Иллюстрации

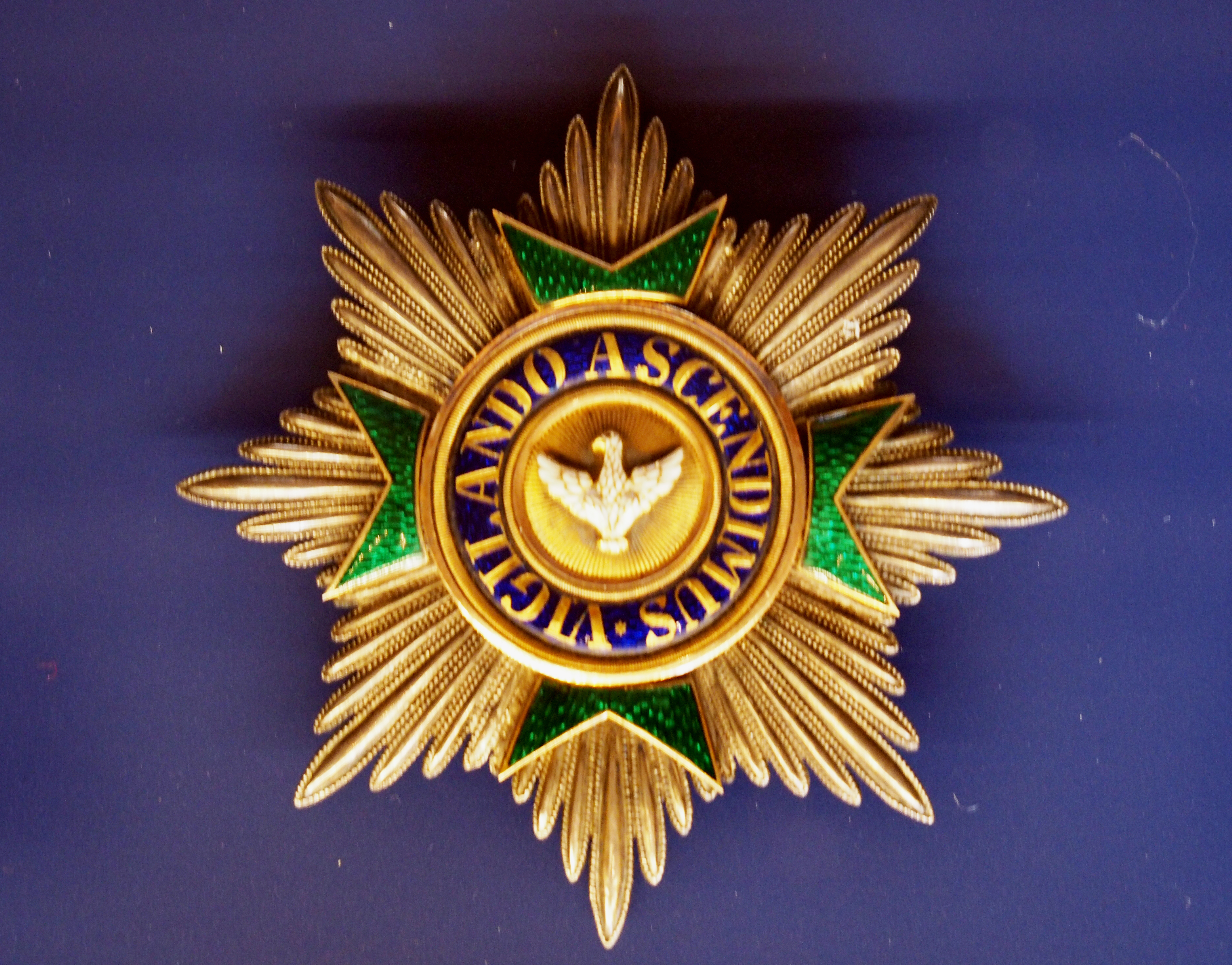
Звезда Большого креста
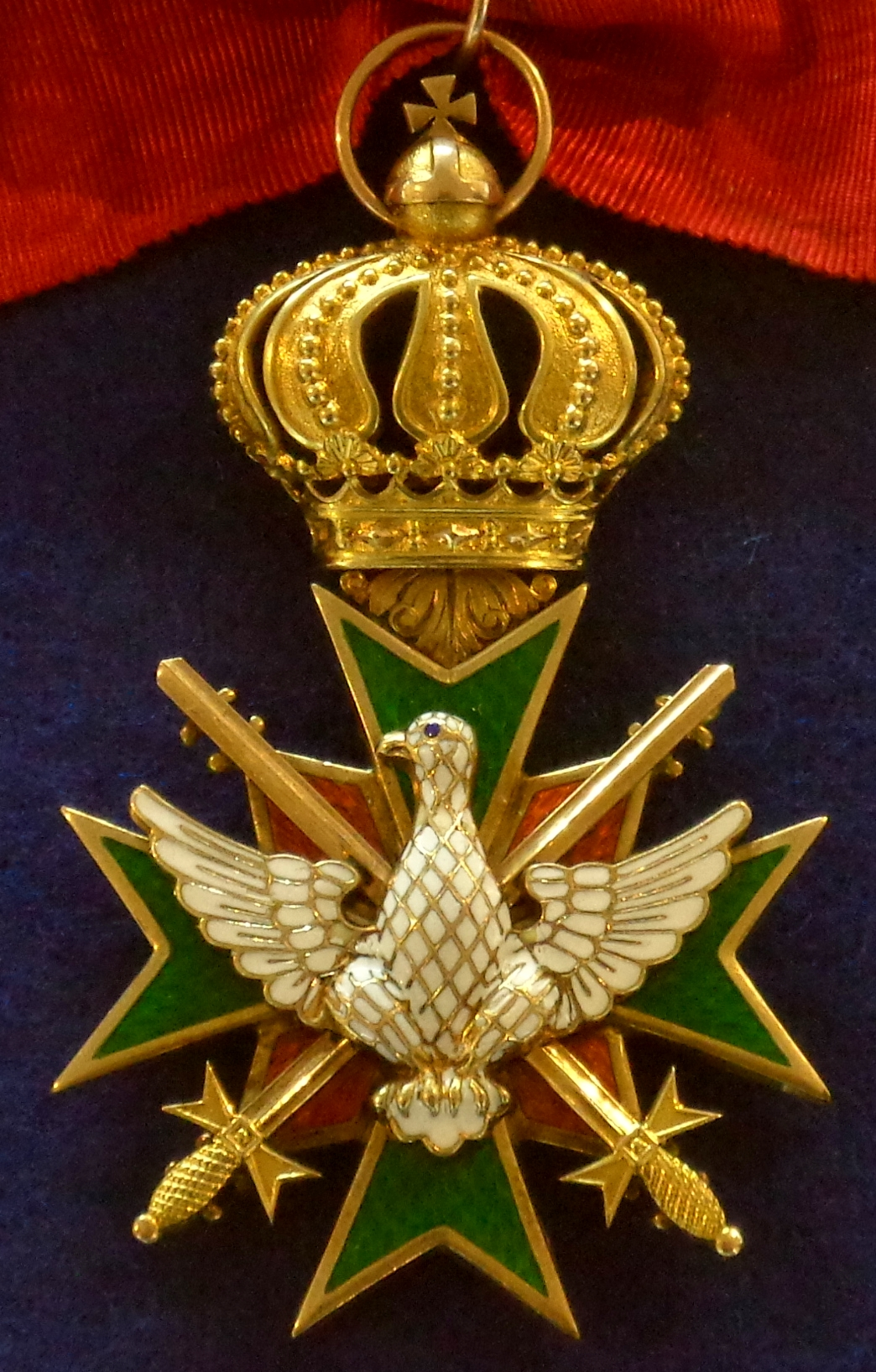
Знак командора 1-го класса с мечами
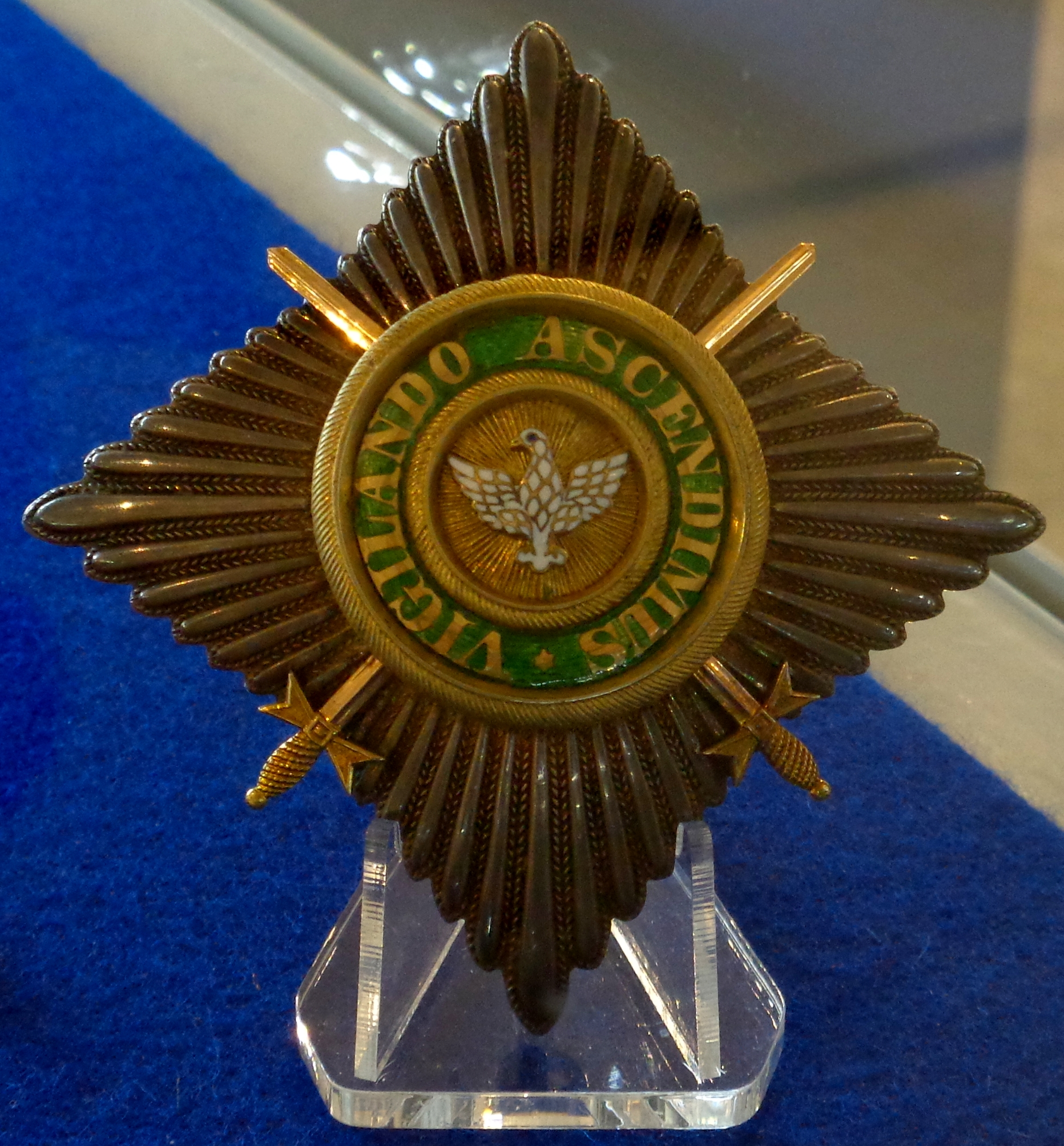
Звезда командора 1-го класса с мечами
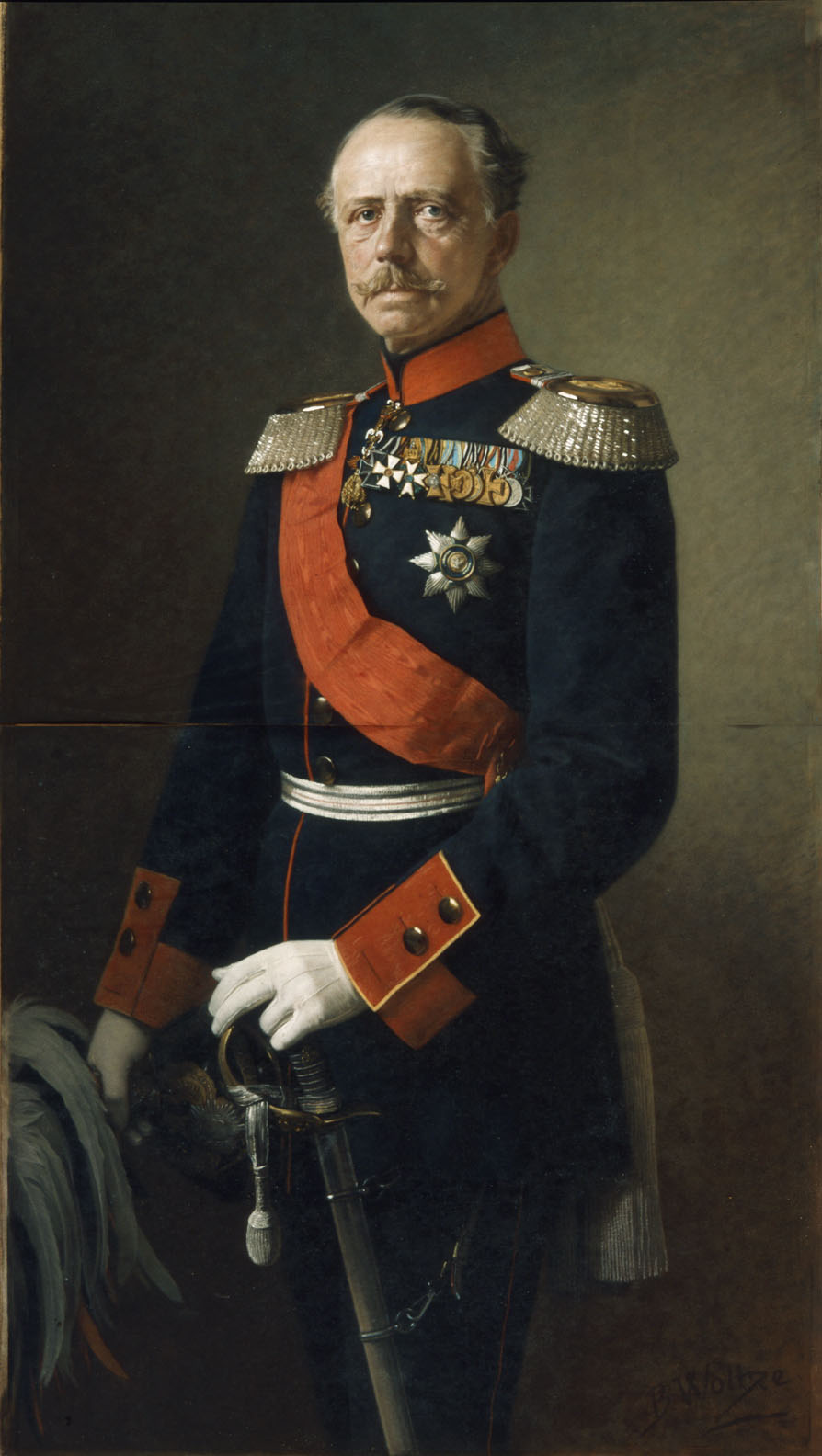
Звезда и лента Большого креста на портрете великого герцога Карла Александра;